# Alabama State Route 18
Die Alabama State Route 18 (kurz AL 18) ist eine in Nord-Süd-Richtung verlaufende State Route im US-Bundesstaat Alabama.
Die State Route beginnt an der Mississippi State Route 12 nahe Vernon und endet nahe Oakman an der Alabama State Route 69. Die Straße führt zu einem großen Teil durch ländliches Gebiet und durchquert zwei die zwei Orte Berry und Fayette. In Fayette trifft die State Route auf den U.S. Highway 43.